# Scalptia scalarina
Scalptia scalarina là một loài ốc biển, là động vật thân mềm chân bụng sống ở biển trong họ Cancellariidae.